# Geyikli, Şalpazarı
Geyikli là một thị trấn thuộc huyện Şalpazarı, tỉnh Trabzon, Thổ Nhĩ Kỳ. Dân số thời điểm năm 2011 là 1.784 người.